# Cheyenne Kimball
Cheyenne Nichole Kimball (Frisco (Texas), 27 juli 1990) is een Amerikaanse zangeres en gitarist.
Kimball won de televisieshow America's Most Talented Kid toen ze twaalf jaar oud was. Haar debuutalbum, The Day Has Come, verscheen op 11 juli 2006 in de Verenigde Staten onder het label Epic Records. De single Hanging On van dit album bereikte de 53e plaats in de Billboard Hot 100. Op 17 april van dat jaar begon zij aan haar eerste tournee door de VS ter promotie van haar single en album. Op 31 mei ging in de VS ook haar televisieshow Cheyenne bij MTV van start. Kimball is verder te horen in het lied One Original Thing in de film Aquamarine.

## Discografie

### Albums
| Albumcover | Albuminformatie |
| ---------- | --- |
|            | The Day Has Come - Uitgebracht: 11 juli 2006 (in de V.S.) - Aantal verkocht: Onbekend - Singles: - (2006) "Hanging On" - (2006) "The Day Has Come" |

| Verschijningsdatum | Album            |
| ------------------ | ---------------- |
| 11 juli 2006       | The Day Has Come |

### Singles
| Verschijningsdatum | Single           | Album            |
| ------------------ | ---------------- | ---------------- |
| 22 juni 2006       | Hanging On       | The Day Has Come |
| 2006               | The Day Has Come | The Day Has Come |

### Filmmuziek
- 2006 "One Original Thing" - Aquamarine OST